# Лашевська Ганна Анатоліївна
Га́нна Анато́ліївна Лашевська — українська вчена-педагог, наукова співробітниця відділу біологічної, хімічної та фізичної освіти Інституту педагогіки НАПН України, методист відділу змісту природничо-математичних навчальних предметів Українського центру оцінювання якості освіти, лауреатка всеукраїнського конкурсу «Вчитель року» у номінації «хімія» (2002), авторка підручників, навчальних посібників та програм з хімії.

## Біографічні дані
Закінчила хімічний факультет Київського національного університету імені Тараса Шевченка. Понад 20 років працювала вчителькою хімії в середніх загальноосвітніх навчальних закладах різних типів м. Києва. Фіналістка й лауреатка всеукраїнського конкурсу «Вчитель року-2002» у номінації «хімія», в той час мала звання вчитель-методист, працювала у загальноосвітній школі I-III ступенів № 308 м. Києва.
З 2003 по 2015 рік — наукова співробітниця лабораторії хімічної і біологічної освіти Інституту педагогіки НАПН України. Працює експертом в Українському центрі оцінювання якості освіти. Працює у відділі біологічної, хімічної та фізичної освіти Інституту педагогіки НАПНУ.

### Дочка
Алі́на Альбе́ртівна Лашевська — випускниця КНУ ім. Шевченка, інженер-еколог, викладач географії та екології, співавторка підручників і посібників з хімії для загальноосвітніх навчальних закладів. Працює у відділі фізичної, хімічної і біологічної освіти Інституту педагогіки НАПН України. Авторка статті Альберт (озеро) у ВУЕ.

## Наукова робота
Авторка понад 70 наукових праць. Брала участь у розробці освітніх стандартів, навчальних програм, підручників і посібників з хімії, в тому числі електронних видань.
Працювала над з'ясуванням педагогічних вимог до учнівського експерименту з елементами ужиткової хімії. У 2007—2009 роках, разом зі співробітниками лабораторії стала переможцями загальнодержавних конкурсів підручників. Входила до складу редакційної колегії журналу «Біологія і хімія в рідній школі».

### Підручники
1. Лашевська Г. А. Хімія: 7 кл.: підручн. для загальноосвіт. навч. закл. — К.: Генеза, 2007. — 200 с.: іл. — ISBN 978-966-504-607-3.
2. Лашевська Г. А. Хімія: 9 кл.: підручн. для загальноосвіт. навч. закл. — К.:Генеза, 2009. — 280 с.: іл. — ISBN 978-966-504-912-8.
3. Лашевська Г. А. Хімія: підручн. для 11 кл. загальноосвіт. навч. закл. рівень стандарту / Г.А. Лашевська, А.А. Лашевська. — К.: Генеза, 2011. — 160 с.: іл. — ISBN 978-966-11-0060-1.
4. Лашевська Г. А. Хімія: підруч. для 7 кл. загальноосвіт. навч. закл. / Г.А. Лашевська, А.А. Лашевська. — Київ: Генеза, 2015. — 192 с.: іл. — ISBN 978-966-11-0595-8.
5. Лашевська Г. А. Хімія підруч. для 8 кл. загальноосвіт. навч. закл. / Г.А. Лашевська, А.А. Лашевська. — Київ: Генеза, 2016. — 216 с.: іл. — ISBN 978-966-11-0693-1.
6. Лашевська Г. А. Хімія: підруч. для 9 кл. загальноосвіт. навч. закл. / Г.А. Лашевська, А.А. Лашевська. — Київ: Генеза, 2017. — 264 с.: іл. — ISBN 978-966-11-0848-5.
7. Лашевська Г. А. Хімія (рівень стандарту): підруч. для 10-го кл. закл. заг. серед. освіти / Г.А. Лашевська, А.А. Лашевська, С.Р. Ющенко. — Київ: Генеза, 2018. — 192 с.: іл. — ISBN 978-966-11-0944-4.
8. Лашевська Г. А. Хімія: (рівень стандарту): підруч. для 11-го кл. закл. заг. серед. освіти / Ганна Лашевська, Аліна Лашевська. — Київ: Генеза, 2019. — 192 с.: іл. — ISBN 978-966-11-0996-3.
9. Природничі науки: підруч. інтегрованого курсу для 5 класу закладів загальної середньої освіти / Т. М. Засекіна, Ж. І. Білик, Г. А. Лашевська. — К.: Видавничий дім «Освіта», 2022. — 240 с.: іл. — ISBN 978-966-983-343-3.
10. Природничі науки: підруч. інтегрованого курсу для 6 класу закладів загальної середньої освіти / Т. М. Засєкіна, Ж. І. Білик, В. Д. Грома, Г. А. Лашевська. — К.: Видавничий дім «Освіта», 2023. — 256 с.: іл. — ISBN 978-966-983-397-6.
11. Лашевська Г. А. Хімія: підруч. для 7 класу закладів загальної середньої освіти / Г. А. Лашевська. — К.: Видавничий дім «Освіта», 2024. — 192 с.: іл. — ISBN 978-966-983-470-6.
12. Лашевська Г. А. Хімія: підруч. для 8 класу закладів загальної середньої освіти / Г. А. Лашевська. — К.: Літера ЛТД, 2025. — 164 с.: іл. — ISBN 978-966-945-477-5.[8]